# Katarzyna Czochara
Katarzyna Beata Czochara, née le 3 novembre 1969 à Biała, est une professeure et femme politique polonaise membre de Droit et justice.

## Biographie

### Formation et vie professionnelle
Elle étudie la philologie allemande à l'université de Wrocław. Elle devient ensuite professeure d'allemand.

### Engagement politique
Dans la perspective des élections européennes du 25 mai 2014, elle est investie par Droit et justice en dixième position de sa liste de la circonscription de Wrocław, conduite par Dawid Jackiewicz. Lors du scrutin, elle totalise 3 286 voix de préférence, soit le sixième score des candidats de PiS, qui n'obtient que deux sièges.
Elle est ensuite désignée à la sixième place de la liste de PiS dans la circonscription d'Opole pour les élections législatives du 25 octobre 2015. Elle rassemble 3 857 voix préférentielles, ce qui la place cinquième des candidats de Droit et justice, qui obtient quatre élus.
Le 27 novembre 2015, Sławomir Kłosowski démissionne de son mandat afin d'intégrer le Parlement européen en remplacement de Jackiewicz, nommé au gouvernement. Katarzyna Czochara entre à la Diète le 7 décembre suivant, à l'âge de 46 ans.